# 中華人民共和国人民防空法
中華人民共和国人民防空法（ちゅうかじんみんきょうわこくじんみんぼうくうほう）は、中華人民共和国の軍事に関した行政法。

## 概要
1996年10月29日全人代にて可決、同日「主席令第七十八号」によって公布。1997年1月1日をもって施行された。防空に関した、教育および訓練、警報装置の設置、都市建設と人民防空建設を結び付ける計画の策定に参与（都市開発の防空化）を主眼とする。同法律に従い大連市は毎年8月15日20時から20時15分まで警報を鳴らすなど、抗日記念日に合わせた教育と訓練が施されている。また、同法に準拠し、上海では放射能などに耐えうる20万人収容の防空施設が作られ、また防空演習のときに、「救急薬品、懐中電灯、笛」などの展示を行っている。寧波市には市人民防空事務室が作られており、各地に同様の地方組織がそれぞれ作成されている。